# Charles Wilfrid de Bériot
Charles Wilfrid de Bériot (París, 12 de febrer de 1833 - Sceaux-du-Gâtinais, 22 d'octubre de 1914) fou un compositor i pianista francès.
Era fill del famós compositor Charles Auguste Bériot i de la cantant Maria Malibrán. El 1867 li atorgaren una càtedra de piano al Conservatori de París on entre d'altres alumnes tingué a Charles Baetens i Justin Elie. A més d'un Méthode d'accompagnement pour piano et violon, i L'art de l'accompagnement appliqué au piano, se li deuen el poema simfònic Fernand Cortez, dos concerts, duets per a piano i violí i nombroses melodies vocals.